# Тимофійчук Володимир Павлович
Володи́мир Па́влович Тимофійчу́к (рос. Владимир Павлович Тимофийчук; нар. 29 липня 1987, Чернівці) — український діяч, депутат Київської обласної ради VIII скликання, телеведучий, журналіст, член Національної спілки журналістів України.

## Життєпис
Народився 1987 року у місті Чернівці. З 1994 по 2003 рік навчався у ЗОШ №6. Одночасно закінчив навчання у музичні школі №2 по класу скрипки і форте-піано. З 2003 по 2007 рік навчався в Чернівецькому училищі мистецтв на факультеті "видовищно-театралізовані заходи", отримав диплом молодшого спеціаліста за спеціальністю організатор масових свят. 
У 2007 році вступив на факультет "кіно-телемистецтво" Інституту кіно і телебачення Київського національного університету культури і мистецтв (КНУКіМ) (спеціальність - диктор, телеведучий і журналіст), який закінчив у 2012 році отримавши диплом спеціаліста.

## Професійна діяльність
- Режисер монтажу в Чернівецькій державній телерадіокомпанії «Буковина»
- Ведучий інформаційних програм «Новини» і «Підсумки дня»[2] на телеканалі Перший національний.
- Журналіст програми «Люстратор 7.62»[3] на телеканалі «2+2».
- Журналіст програми «Головна тема»[4] на ТРК Україна.
- Журналіст програми «Секретні матеріали» на телеканалі «1+1».

## Результати журналістської діяльності
5 лютого 2015 — прокуратура Шевченківського району Києва зареєструвала кримінальне провадження через розтрату грошей працівниками Академічного театру опери та балету України. Провадження порушили за результатами журналістського розслідування Володимира Тимофійчука. Матеріали було зібрано в документальному фільмі «Фінансові схеми Національної опери України» проєкту «Люстратор 7.62». Сума виявлених порушень 1,5 млн грн. З них такі, що призвели до втрат коштів — 800 тисяч гривень.

## Громадська і політична діяльність
• Член громадської ради з питань люстрації  при Міністерство юстиції України (квітень 2017 — квітень 2019).
• Помічник-консультант народного депутата України Куницький Олександр Олегович на громадських засадах (12 листопада 2019 року - 01 грудня 2020 року).
• 25 жовтня 2020 року під час чергових місцевих виборів був обраний депутатом Київська обласна рада VIII скликання.

## Родина та особисте життя
Має сина Марка (нар. 7 листопада 2021), мати Алакозова Поліна Едуардівна .

## Цікаві факти
У 2012 році став учасником найтривалішого у світі музичного телевізійного марафону «Пісня об'єднує нас». Ця подія увійшла до Книги рекордів Гіннеса. Протягом 110 годин у прямому ефірі телеканалу "Перший Національний" (зараз Перший) безперервно звучали національні пісні у виконанні відомих українських артистів. Володимир Тимофійчук під час телемарафону виконав пісню Миколи Мозгового «Минає день, минає ніч».

## Нагороди
19 травня 2017 року здобув перемогу у номінації «Найкраще журналістське розслідування» серед учасників VIII загальнонаціонального конкурсу професійної журналістики «Честь професії».

## Кіно- та телепроєкти
- серіал «Дело было на Кубани», реж. Сергій Щербін
- док. серіал «Прототипи», виробництво «Профі ТВ»
- серіал «Менти. Таємниці великого міста»,[13] реж. В'ячеслав Криштофович
- серіал «Повернення Мухтара» 7 сезон, серія 54 «Бюст», сцен. Борис Винарський
- комед. серіал «Байки Мітяя» серія 9, реж. Олексій Кирющенко
- серіал «Повернення Мухтара» 8 сезон, серія 72 «Три альбоми», реж. Анатолій Степаненко
- серіал «Агенти справедливості» 7 сезон, серія «Банківська таємниця», виробництво «Телеканал Україна»
- комед. серіал «Великі Вуйки»[14] 1 сезон, серія 7, виробництво «1+1 продакшн»
- серіал «Нове життя Василини Павлівни» [15] серії, 17,18,19, виробництво телеканал ТЕТ.